# Mišnjak (zaliv)
Koordinati:   44°42′24″N, 14°51′39″E
Mišnjak je manjši zaliv in trajektno pristanišče na otoku Rab (Hrvaška).
Mišnjak je nenaseljen zaliv s trajektnim pristaniščem. Leži na koncu jugovzhodnega dela otoka in je s cesto povezano z ostalimi kraji na otoku. V pristanišču pristajajo trajekti, ki priplujejo iz Stinice. Pristanišče je za druga plovila zaprto, zato ta tu lahko pristanejo samo v nujnih primerih.
Zaliv, v katerem je okoli 50 m dolga pristajalna obala, pred udarci burje varuje valobran, povezan z otočkom Mišnjak. Burja je tu lahko zelo močna, vendar ne dela valov.
Na pristajalni obali stoji svetilnik, ki oddaja svetlobni signal: B Bl 4s.